# ستیناوا
ستیناوا (به چکی: Stínava) یک منطقهٔ مسکونی در جمهوری چک است که در ناحیه پروستییوو واقع شده‌است. ستیناوا ۴٫۵۱ کیلومتر مربع مساحت و ۱۵۰ نفر جمعیت دارد و ۴۰۰ متر بالاتر از سطح دریا واقع شده‌است.